# Camarón de la Isla
Camarón de la Isla var kunstnernavn for José Monje Cruz (født 5. december 1950 i Cádiz, død 2. juli 1992 i Barcelona) var en spansk flamencosanger og sin tids mest populære. Han optrådte og indspillede meget sammen med Paco de Lucía.
Camarón var født i San Fernando, en lille by nær Cádiz. Han startede tidligt ud sammen med den jævnaldrende Paco de Lucia, guitaristen fra Algeciras ikke langt fra Cádiz. De lærte hinanden at kende gennem en flamencoklub i Malaga og indspillede sammen en række plader på et niveau, der ikke er set før eller siden indenfor flamenco. De to turnerede sammen i en periode.
Camarón havde en karakteristisk stemme, som indenfor den dybe sangstil virkelig krængede alle følelser helt ud, ligesom han evnede at få stemmen til at knække over i forskellige lag, der blottede alle nerver og var helt unik.
I de senere år blev han akkompagneret fortrinsvis af Tomatitto, som også havde højt niveau. Alligevel er det de tidlige ting med Paco, der for alvor placerer Camaron de la Isla blandt verdenssangens allerstørste.